# جیمز اچیسون
جیمز اچیسون (انگلیسی: James Acheson؛ زادهٔ ۱۹۴۶) یک طراح صحنه و لباس اهل بریتانیا است. وی سه بار برنده جایزه اسکار بهترین طراحی لباس شده است 